# Juan Padilla
Juan Padilla (L'Avana, 16 settembre 1965) è un giocatore di baseball cubano.

## Palmarès

### Olimpiadi
- Oro a Barcellona 1992;
- Oro a Atlanta 1996.